# Eubazus parvulus
Eubazus parvulus är en stekelart som först beskrevs av Henry J. Reinhard 1867.  Eubazus parvulus ingår i släktet Eubazus och familjen bracksteklar. Inga underarter finns listade i Catalogue of Life.